# Александрийская и Светловодская епархия
Александрийская и Светловодская епархия — епархия Украинской православной церкви, объединяет приходы и монастыри на территории Александрийского, Александровского, Бобринецкого, Долинского, Знаменского, Компанеевского, Новгородковского, Онуфриевского, Петровского, Светловодского и Устиновского районов, городов областного подчинения Александрии, Знаменки, Светловодска Кировоградской области Украины.
Кафедральный город — Александрия. Кафедральный собор — Покровский (Александрия).

## История
Образована решением Священного Синода Украинской Православной Церкви от 27 июля 2007 года. Новая епархия была выделена из состава Кировоградской.
Новообразованная епархия не имела здания епархиального управления.
Решением Синода Украинской Православной Церкви от 11 октября 2008 года на Александрийскую кафедру был назначен епископ Антоний (Боровик).
С городскими властями было достигнуто соглашение о передаче на баланс епархии здания по адресу: Советская улица, 1, в котором должны разместиться епархиальное управление Александрийской епархии, а также епархиальные отделы и службы.
Решением Синода УПЦ от 20 декабря 2012 года епископ Антоний (Боровик) освобожден от управления Александрийской епархией и почислен на покой, епископом Александрийским и Светловодским определено быть архимандриту Боголепу (Гончаренко).

## Епископы
- 27 июля 2007 — 11 ноября 2008 — Пантелеимон (Бащук) .
- 11 ноября 2008 — 20 декабря 2012 — Антоний (Боровик) .
- с 23 декабря 2012 — Боголеп (Гончаренко) .

## Митрополиты
- Боголеп (Гончаренко) (с 23 декабря 2012).

## Благочиния
- Александрийское (город Александрия),
- Александровское (посёлок  Александровка),
- Бобринецкое (город Бобринец),
- Долинское (город Долинская),
- Знаменское (город Знаменка),
- Компанеевское (посёлок Компанеевка),
- Онуфриевское (посёлок Онуфриевка),
- Петровское (посёлок. Петрово),
- Светловодское (город Светловодск).

## Монастыри
- Александрийский Покровский мужской,

- Диковский Богоявленский женский.